# Корбоно
Корбоно́ (фр. Corbonod) — коммуна во Франции, находится в регионе Рона — Альпы. Департамент — Эн. Входит в состав кантона Сесель. Округ коммуны — Белле.
Код INSEE коммуны — 01118.

## География
Коммуна расположена приблизительно в 420 км к юго-востоку от Парижа, в 89 км восточнее Лиона, в 55 км к юго-востоку от Бурк-ан-Бреса.
На востоке коммуны протекает река Рона. Большая часть территории коммуны покрыта лесами.

## Климат
Климат полуконтинентальный с холодной зимой и тёплым летом. Дожди бывают нечасто, в основном летом.

## Население
Население коммуны на 2010 год составляло 1176 человек.
| 1962 | 1968 | 1975 | 1982 | 1990 | 1999 | 2010 |
| ---- | ---- | ---- | ---- | ---- | ---- | ---- |
| 898  | 917  | 884  | 839  | 841  | 898  | 1176 |

## Администрация
| Период | Период | Фамилия       | Партия | Примечания                                        |
| ------ | ------ | ------------- | ------ | ------------------------------------------------- |
| 1947   | 1965   | Шарль Роше    |        | сенатор, член генерального совета департамента Эн |
| 1965   | 1989   | Бернар Лерж   |        |                                                   |
|        |        |               |        |                                                   |
| 2001   | 2020   | Жозеф Травель |        |                                                   |

## Экономика
В 2010 году среди 721 человека трудоспособного возраста (15—64 лет) 515 были экономически активными, 206 — неактивными (показатель активности — 71,4 %, в 1999 году было 59,3 %). Из 515 активных жителей работали 477 человек (264 мужчины и 213 женщин), безработных было 38 (15 мужчин и 23 женщины). Среди 206 неактивных 39 человек были учениками или студентами, 41 — пенсионерами, 126 были неактивными по другим причинам.

## Достопримечательности
- Крест Фамбан. Расположен на высоте 1317 м
- Руины замка Силан
- Водопад Эйу

## Фотогалерея

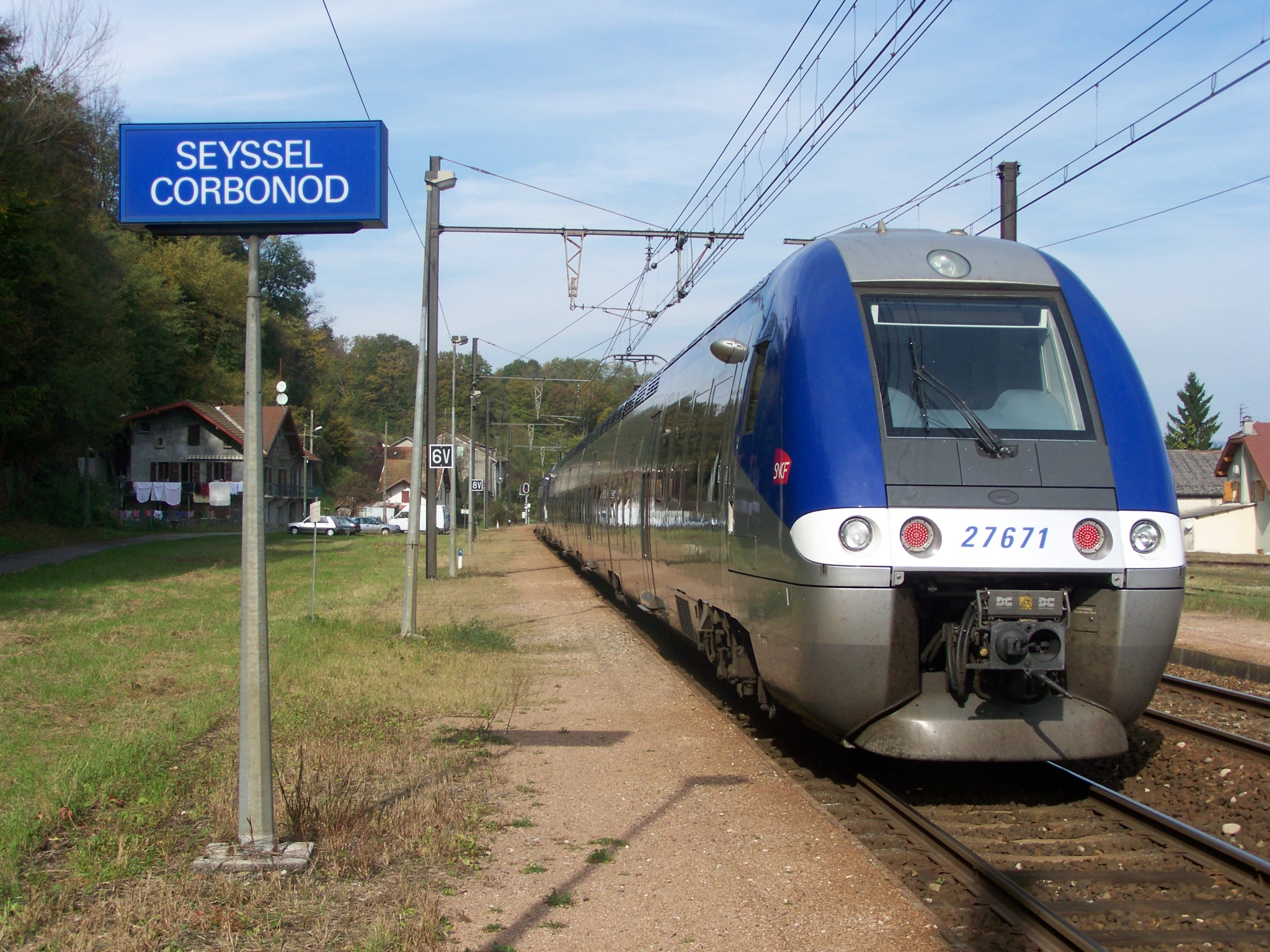
Вокзал Сесель-Корбоно
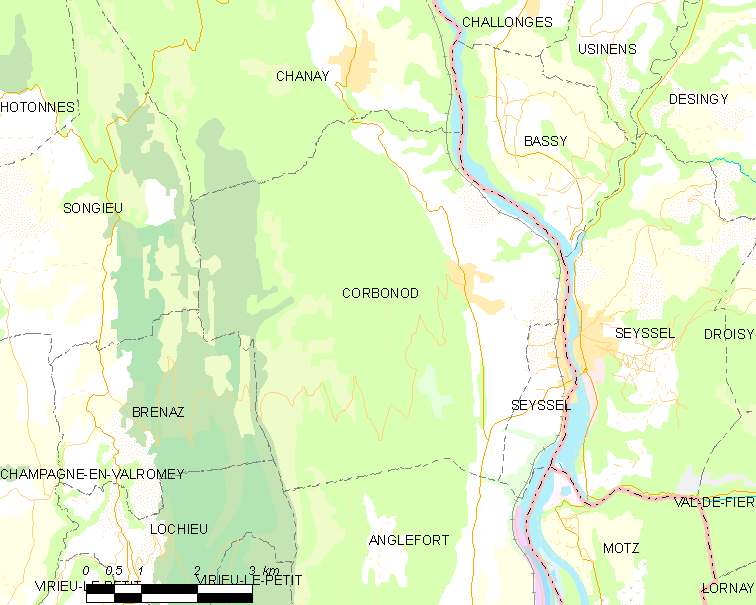
Карта коммуны